# Sara Khatun
Sara Khatun (in azero Sara Xatun; Kiğı, 1403 – Diyarbakır, 1465) è stata una principessa azera, moglie di Ali Beg, sovrano di Ak Koyunlu, e madre e consigliera di Uzun Hassan.

## Biografia
Sara Khatun era figlia di Pir Ali Bayandur, sovrano di Kiğı. Sua nonna paterna era Maria Comnena, sorella dell'imperatore Alessio III di Trebisonda.
Venne data in moglie ad Ali Beg, figlio e successore di Kara Osman, sovrano di Ak Koyunlu, e di una figlia di Alessio III, il che lo rendeva cugino del padre di Sara. Diede al marito sette figli e una figlia e rimase vedova nel 1444.
Mentre non si conoscono notizie relative al periodo della sua vita in cui fu moglie di Ali Beg, è certo che raggiunse un alto grado di influenza dopo il 1453, durante il regno di suo figlio Uzun Hassan. La sua fama era nota anche in Occidente, come testimonia una nota dell'ambasciatore veneziano Giosafat Barbaro datata 1463, in cui riceveva specifiche istruzioni di incontrarla e compiacerla perché influenzasse suo figlio a una politica filo-veneziana contro l'impero ottomano.
Fece anche da mediatrice nel conflitto fra Uzun Hassan e suo fratello Jahangir, che gli si era ribellato. In questo contesto, prese parte anche alle missioni diplomatiche presso il sultanato mamelucco e Abu Sa'id Mirza dell'Impero timuride.
La sua missione diplomatica più nota è quella del luglio 1461 presso il sultano ottomano Mehmed II, che stava per marciare sull'Impero di Trebisonda e minacciava Ak Koyunlu. Sara riuscì a convincere il Gran Visir di Mehmed, Mahmud Pascià Angelović, a organizzarle un incontro col sultano. I negoziati furono molto cordiali, coi due che si chiamavano rispettivamente "figlio mio" e "madre mia". Mehmed, che all'epoca non aveva piani per Ak Koyunlu, fu incline ad accettare le proposte di Sara, ma rifiutò di rinunciare alla presa di Trebisonda come aveva chiesto Sara, che agiva su richiesta di sua nuora Teodora Despina Khatun, figlia di Giovanni IV, imperatore di Trebisonda. Allora Sara negoziò un accordo secondo cui Ak Koyunlu non sarebbe intervenuto contro Mehmed in cambio della garanzia di Mehmed di non far del male alla famiglia di Despina e, in seguito, di non marciare su Ak Koyunlu. Mehmed accettò, ma trattenne Sara come garanzia fino alla fine della campagna, quando venne rimandata da suo figlio insieme a parte del bottino.
Per quanto riguarda la famiglia di Despina, inizialmente Mehmed mantenne la promessa, ad eccezione di sua cugina Anna e sua zia Maria Gattilusio (moglie di Alessandro di Trebisonda), che aggiunse al suo harem; mentre il resto della famiglia fu tenuto a Costantinopoli in domiciliari di lusso. Tuttavia, nel 1463, scoprì che Davide II, zio di Despina, i suoi tre figli e Alessio, figlio di Alessandro e Maria, erano in corrispondenza con Uzun Hasan e Despina Khatun. Accusati di tradimento, furono giustiziati.
Sara Khatun morì due anni dopo, nel 1465.

## Discendenza
Da suo marito, Sara Khatun ebbe sette figli e una figlia:
- Jahangir Mirza Beg
- Uzun Hassan Beg
- Hussein Beg
- Jahanshah Beg
- Iskander Beg
- Ibrahim Beg
- Uveysh Beg
- Khadija Beyim Begum. Sposò Sheykh Junayd fra il 1456 e il 1459 e fu madre di Haydar Safavi, che sposò a sua volta Alamshah Halima Begum, figlia di Uzun Hassan e Teodora Despina Khatun, da cui ebbe tre figli, fra cui Ismail I, padre di Tamhasp I, e quattro figlie.